# Art Garfunkel
Arthur Ira "Art" Garfunkel (sinh ngày 5 tháng 11 năm 1941) là một ca sĩ người Mỹ. Ông còn được biết đến như là một nhạc sĩ, diễn viên, nhà thơ. Ông nổi tiếng chủ yếu là thành viên của cặp song ca lừng danh vào thập niên 60, Simon & Garfunkel. Năm 1970, ở đỉnh cao của thành công với album Bridge Over Troubled Water, cặp song ca tan rã.
Ngoài âm nhạc, Art Garfunkel cũng có một danh sách các phim mình đã tham gia, nổi tiếng nhất phải kể đến vai diễn đã đem lại cho ông một đề cử giải Quả cầu vàng diễn viên phụ xuất sắc nhất, Sandy Kaufman trong bộ phim của đạo diễn Mike Nichols Carnal Knowledge.
Chất giọng tenor trong trẻo, mựot mà của Garfunkel đã giúp ông luôn nhận được những lời tán dương của giới phê bình và người hâm mộ khi còn ở trong Simon & Garfunkel cũng như một số ca khúc trong sự nghiệp solo sau này.
Trong suốt những năm tháng biểu diễn cùng Paul Simon và solo, Art Garfunkel đã giành được 6 giải Grammy, năm 1990 ông được lưu danh vào Rock & Roll Hall of Fame với tư cách là thành viên trong ban nhạc Simon & Garfunkel.